# Chwastnica (Basse-Silésie)
Pour les articles homonymes, voir Chwastnica.
Chwastnica est une localité polonaise de la gmina de Domaniów, située dans le powiat d'Oława en voïvodie de Basse-Silésie.